# Andreas Žampa
Andreas Žampa (Kežmarok, 13 de agosto de 1993) es un deportista eslovaco que compitió en esquí alpino. Su hermano Adam compitió en el mismo deporte.
Ganó una medalla de plata en el Campeonato Mundial de Esquí Alpino de 2017, en la prueba de equipo mixto. 

## Palmarés internacional
| Campeonato Mundial | Campeonato Mundial   | Campeonato Mundial | Campeonato Mundial |
| Año                | Lugar                | Medalla            | Prueba             |
| ------------------ | -------------------- | ------------------ | ------------------ |
| 2017               | Sankt Moritz (Suiza) | Medalla de plata   | Equipo mixto       |